# Monochamus asiaticus
Monochamus asiaticus là một loài bọ cánh cứng trong họ Cerambycidae.